# ووتر جولی
ووتر جولی (انگلیسی: Wouter Jolie؛ زادهٔ ۷ ژوئیهٔ ۱۹۸۵) بازیکن هاکی روی چمن اهل پادشاهی هلند است.